# Habeas Corpus (associação)
A Habeas Corpus é uma associação portuguesa de extrema-direita, fundada e liderada por Rui da Fonseca e Castro, um ex-juiz expulso da magistratura em 2021 devido a condutas incompatíveis com a função judicial, incluindo a promoção de teorias da conspiração e apelos à desobediência civil durante a pandemia de COVID-19. Inicialmente a associação designava-se "Juristas pela Verdade". A Habeas Corpus autodenomina-se como "associação de defesa dos Direitos Humanos".
A Habeas Corpus tem estado envolvida em várias ações polémicas:
- Invasão de eventos: Desde 2023 que membros da associação invadem eventos de uma maneira ou de outra ligados às pessoas LGBTQIA+, nem que seja na perspetiva da própria organização[1][2][3][4][5][6][7]. Entre essas invasões conta-se uma, ocorrida em março de 2025, em que membros da organização invadiram uma conferência sobre direitos LGBTQIA+ na Ordem dos Advogados, fazendo saudações alusivas ao regime nazi e sendo posteriormente expulsos do local.[8] Grande ̟parte das invasões são protagonizadas por Djalme dos Santos, anteriormente ligado ao partido Chega, tendo-se candidatado à assembleia municipal de Vila Franca de Xira pelo mesmo partido em 2021[9].
- Vandalismo: Em setembro de 2024, o Bloco de Esquerda apresentou uma queixa no Ministério Público contra elementos da associação por vandalismo e destruição de cartazes pró-Palestina.[10] Já uns meses antes, em julho do mesmo ano e num protesto liderado por Rui Fonseca e Castro, membros da associação espalharam fardos de palha em frente às instalações da SIC, em Paço de Arcos[11].
- Atos contra imigrantes: Em outubro de 2024, militantes da Habeas Corpus encerraram uma loja da AIMA no Porto, fixando cartazes contra imigrantes .[12]

No segundo semestre de 2024, a associação lançou online listas com pessoas públicas e anónimas que designa como "terroristas LGBT".
Em agosto de 2024, as contas bancárias da Habeas Corpus no Eurobic e na Revolut - através das quais a associação recebia contribuições financeiras - foram encerradas pelas próprias instituições. À data de junho de 2025, segundo o seu site, a associação aceita doações através de uma conta bancária da Caixa Geral de Depósitos e através de transações em criptomoedas (Bitcoin, Euthereum/USDC e Monero).
1. ↑  Bessa Moreira, Roberto (10 de outubro de 2024). «Grupo extremista Habeas Corpus tentou boicotar apresentação de livro». Jornal de Notícias. Consultado em 31 de maio de 2025
2. ↑  «Habeas Corpus volta a interromper evento LGBTI+ em Lisboa». Público. 27 de maio de 2025. Consultado em 3 de junho de 2025
3. ↑  «Apresentação de livro de Mariana Jones interrompida por membros da associação de extrema-direita "Habeas Corpus"». Rádio Renascença. 22 de junho de 2024. Consultado em 3 de junho de 2025
4. ↑  Calheiros Lourenço, Débora (10 de outubro de 2024). «"Dar e Receber Amor em Todas as Suas Formas", mais um livro alvo das manifestações da Habeas Corpus». Sábado. Consultado em 3 de junho de 2025
5. ↑  «Vítima de ameaças e perseguição, escritora Mariana Jones apresenta queixa na PSP. "Percebi que já não era com o livro, era comigo"». Expresso. 7 de junho de 2024. Consultado em 3 de junho de 2025
6. ↑  Silva, Pedro Luís (15 de maio de 2024). «Extremistas invadem sessão sobre igualdade de género em Cabeceiras de Basto». O Minho. Consultado em 3 de junho de 2025
7. ↑  «Idanha-a-Nova reserva-se o direito de apresentar queixa contra Habeas Corpus». RTP. 7 de agosto de 2024. Consultado em 3 de junho de 2025
8. ↑  «Habeas Corpus invade conferência sobre direitos LGBTI+ na Ordem dos Advogados». Ordem dos Advogados (em inglês). Consultado em 18 de abril de 2025
9. ↑  «Eleitos de VFX avisam que não toleram ataques à democracia». O Mirante. 11 de outubro de 2024. Consultado em 3 de junho de 2025
10. ↑  «Visão | BE apresenta queixa contra grupo do ex-juiz Rui Fonseca e Castro que anda a rasgar cartazes pró-Palestina (com vídeo)». Visão. 13 de setembro de 2024. Consultado em 18 de abril de 2025
11. ↑  «Antigo juiz espalha fardos de palha à porta da SIC». Correio da Manhã. 19 de julho de 2024. Consultado em 3 de junho de 2025
12. ↑  Lima, Amanda (7 de outubro de 2024). «Grupo extremista encerra loja da AIMA no Porto». Diário de Notícias. Consultado em 18 de abril de 2025
13. ↑  «Habeas Corpus lança "lista de terroristas LGBTQIA+". De Diogo Faro a Mariana Mortágua, várias figuras foram visadas». SAPO 24. 8 de agosto de 2024. Consultado em 3 de junho de 2025
14. ↑  Santa-Bárbara, Filipe (23 de agosto de 2024). «Depois do Eurobic, a Revolut: Habeas Corpus diz estar "impossibilitado de realizar operações financeiras"». TSF. Consultado em 3 de junho de 2025
15. ↑  «Contribuições para a causa». Habeas Corpus. Consultado em 3 de junho de 2025. Cópia arquivada em 3 de junho de 2025